# 林冲夜奔
《林冲夜奔》是1972年程刚導演的香港剧情片，由岳华、樊梅生領銜主演；影片名取自於京劇《林沖夜奔》，影片主要讲述林冲被高太尉陷害，后来上了梁山的故事。

## 劇情簡介
林冲原本是八十万禁军教头，并且在一次意外，遇到了一位叫鲁智深的英雄豪杰，并成为了朋友。
然而，因为林冲有一个漂亮的妻子，所以被高衙内纠缠，并且因为高衙内有高太尉这个后台，所以他自然是敢肆意妄为，并且和高太尉一起设计陷害林冲，从而霸占其妻子。
虽说最初林冲对于这种事是尽量置之不理，可是高太尉和高衙内却时时刻刻的想要至林冲死地，并且自己的妻子也因为误认为自己死去而自杀。于是林冲最后不得不决定对此做出反抗，并先后杀死了高衙内和高太尉，随后上了梁山……

## 职员表
- 监制 :邵逸夫
- 导演	:程刚
- 副导演（助理）: 闵敏
- 编剧  :程刚、施耐庵(原作)
- 美术	: 陈其锐
- 配乐	:陈勋奇
- 剪辑	:樊恭荣
- 动作指导 :梁小龙
- 造型设计	:方圆[3]

## 演员表
- 岳华 飾 林沖
- 樊梅生 飾 魯智深
- 王金鳳 飾 貞娘
- 秦沛 飾 陸謙
- 高鳴 飾 高衙內
- 楊志卿 飾 高俅
- 黃宗迅 飾 董超
- 趙雄 飾 薛霸
- 沈勞 飾 林壽
- 唐晶 飾 錦兒
- 李皓 飾 高衙內隨從
- 蘆葦 飾 偷果賊
- 石天 飾 禁軍軍官

## 相關連結
- 豆瓣电影介绍 （页面存档备份，存于）
- 互联网电影数据库（IMDb）上《林冲夜奔》的资料（英文）
- 香港影庫上《林冲夜奔》的資料（繁體中文）